# Giovanni Agusta
Giovanni Agusta (Parma, 4 ottobre 1879 – Parma, 27 novembre 1927) è stato un pioniere dell'aviazione italiano, fondatore della Costruzioni Aeronautiche Giovanni Agusta.

## Biografia

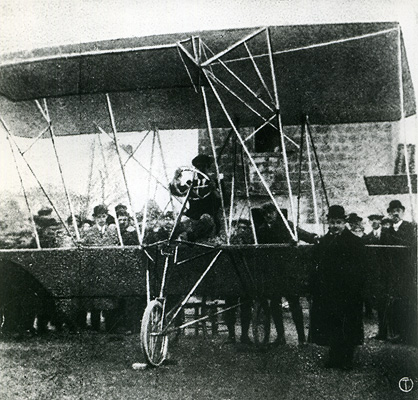
Giovanni Agusta a fianco del suo aliante biplano AG1

Nato a Parma da una famiglia di origini siciliane, nel 1907 costruì il suo primo aliante e il secondo nell'anno successivo, rispettivamente denominati "AG-1" e "AG-1bis", dove "AG" rappresentava l'acronimo di "Agusta Giovanni", la ditta di costruzioni aeoronautiche che egli fondò a Palermo nel 1908. Di questa azienda primigenia non si hanno altre notizie, oltre al volo dimostrativo effettuato sulla piazza d'armi di Capua con l'"AG-1bis", trainato al decollo da un'automobile.
Nel 1911 si arruolò volontario nella nascente Regia Aeronautica e combatté nella guerra italo-turca. Durante il conflitto inventò il parafreno, allo scopo di riuscire a frenare la caduta di un aereo, dovuta a improvvisa avaria. Nel 1913 lavorò alla Caproni e compì studi sul paracadute. Allo scoppio della prima guerra mondiale, fu richiamato in servizio e assegnato proprio alla Caproni quale ispettore di costruzioni aeronautiche.
Dopo il conflitto, nel 1919 la "Agusta Giovanni" prese la denominazione di Costruzioni Aeronautiche Giovanni Agusta SA dedicandosi alla riparazione e manutenzione di aerei. Grazie ai servigi resi all'Esercito, il 23 dicembre 1923 venne concluso un contratto con l'Amministrazione militare che assegnava all'Agusta la gestione del campo di volo "Gaspare Bolla" a Cascina Costa, a fronte di uno sconto del 20% sulle riparazioni di aerei militari e di un canone annuo di 5000 L. In seguito a tale contratto Giovanni Agusta si trasferì a Samarate con la moglie Giuseppina e i figli Domenico, Vincenzo, Mario e Corrado. Con la sua morte le redini dell'azienda andarono alla moglie e al primogenito Domenico Agusta.